# Kudur-Enlil I.
Kudur-Enlil war von 1254 bis 1246 v. Chr. ein kassitischer König  von Babylon. Die Königsliste A führt einen Kudur[...] (Lacuna) als 26. Herrscher der kassitischen Dynastie von Babylon auf. Nach der Königsliste A regierte Kudur[...]  sechs Jahre und ist Sohn von Kadašman-Enlil II. und Vater von Šagarakti-Šuriaš, dies mag aber eine spätere Erfindung sein.
Kudur[...] wird gewöhnlich mit dem aus ca. 180 mittelbabylonischen Wirtschaftstexten bekannten Kudur-Enlil gleichgesetzt, von dem bekannt ist, dass sein Nachfolger Šagarakti-Šuriaš war und dass er mindestens acht Jahre regierte. Auch eine Bauinschrift aus Nippur und ein Kudurru von Larsa stammen aus dessen Regierungszeit. In welchem Verwandtschaftsverhältnis er zu Kadašman-Enlil II.  und Šagarakti-Šuriaš stand, ist unbekannt.